# Rudolf Lindau
Rudolf Lindau (10. oktober 1829 i Gardelegen – 14. oktober 1910 i Paris) var en tysk diplomat og forfatter, bror til Paul Lindau.
Han blev 1860 sendt til Japan for at afslutte en handelstraktat mellem dette rige og Schweiz, og udnævntes derefter
til generalkonsul. Han opholdt sig senere i Kina, Cochinkina og Amerika. 1870 deltog han i krigen imod Frankrig som sekretær hos prinsen af Württemberg og korrespondent til "Staatsanzeiger".
Efter krigen blev han attacheret den tyske legation i Paris, senere udenrigsministeriet i Berlin. 1891 ansattes han som
det tyske riges repræsentant ved statsgældforvaltningen i Konstantinopel. Lindau er, foruden ved sine mange bidrag til Revue des Deux Mondes, optrådt som frugtbar forfatter i flere sprog.
Af hans skrifter kan nævnes: Voyage autour du Japon (2. oplag 1865), The Philosopher's Pendulum (1888), Die preussische Garde im Feldzug 1870—71 (1872); romanen Robert Ashton (1877) og især hans noveller, af hvilke Die kleine Welt (1880), Der lange Holländer (1889), Der Flirt og Die Hochzeitsreise har vundet ham mange læsere. Gesammelte Schriften kom i 6 bind 1893.